# Sivatagi lavina
A Sivatagi lavina (eredeti cím: Joshua Tree / Army of One) 1993-ban bemutatott amerikai akciófilm, melyet Steven Pressfield forgatókönyvéből Vic Armstrong rendezett. A főbb szerepekben Dolph Lundgren, Kristian Alfonso és George Segal látható. 

## Cselekmény
Wellman Anthony Santee lopott kocsikra szakosodott ex-autóversenyző. Társával és legjobb barátjával, Eddie Turnerrel egy lopott gépjárművet szállítanak, amikor összetűzésbe keverednek egy autópálya-rendőrrel. Felbukkan egy Frank Severance és egy Jack "Rudy" Rudisill nevű rendőr is, lövöldözés tör ki, Eddie és az autópálya-rendőr meghal, egyedül a sebesült Santee éli túl az incidenst. 
A bírósági tárgyalás után Santee-t egy rabszállító kocsival viszik át a börtönbe, ám egy véletlen szerencsének köszönhetően sikerül megszöknie a rabszállítóból. Szökése után nem sokkal foglyul ejt egy fiatal nőt (aki valójában rendőr) a közeli benzinkúton és a nő autójával elmenekül a helyszínről. Frank Severence nyomozó és társa nagy erőkkel keresik Santee-t. Santee nem sokkal később találkozik Eddie feleségével és fiával és kapnak egy autót, amivel eltudnak rejtőzni a hatóságok elől. Egy autópálya lehajtónál a rendőrök ellenőrizni kezdik az autókat. Santee és Rita egy hotelben húzzák meg magukat. 
Santee meglátogatja Severence feleségét, aki tisztában van vele, milyen piszkos üzleteket bonyolít le Severence és társa. Santee és Rita ellopnak egy Ferrarit és elindulnak Jimmy "Shoeshine" raktára felé. Tűzpárbajba keveredik Santee Jimmy embereivel, de elintézi őket és felmegy Jimmy irodájába. Santee rájön, hogy csapdába ejtették, ezért Jimmy elmenekül az irodájából, Severence és társa segítségével elkezdik lőni az iroda ablakait. Egy arra járó rendőr, Michael Agnos észreveszi, ahogy Severence és társa egy körözött bűnözővel vív tűzpárbajt. Severence lelövi a rendőrt, de Rita ennek szemtanúja lesz. Santee és Rita sikeresen elmenekülnek a helyszínről. Severence és társa üldözőbe veszik Santee-t, egy hegységben kezdik keresni a szökevényeket. 
Santee végez Severence társával, utána szembekerül a nyomozóval. Megjelennek a rendőrök és letartóztatják Severence nyomozót, aki a film elején megölte a motorosrendőrt és Michaelt. 

## Szereplők
| Színész            | Szerep                        | Magyar hang            |
| ------------------ | ----------------------------- | ---------------------- |
| Dolph Lundgren     | Wellman Anthony Santee        | Sinkovits-Vitay András |
| Kristian Alfonso   | Rita Marrick seriffhelyettes  | Farkasinszky Edit      |
| Matt Battaglia     | Michael Agnos seriffhelyettes | F. Nagy Zoltán         |
| George Segal       | Franklin L. Severance hadnagy | Gruber Hugó            |
| Michael Paul Chan  | Jimmy "Shoeshine"             | Horányi László         |
| Beau Starr         | Jack "Rudy" Rudisill nyomozó  | Uri István             |
| Geoffrey Lewis     | Cepeda seriff                 | Pataki Imre            |
| Michelle Phillips  | Esther Severance              | Zsolnai Júlia          |
| Nick Chinlund      | Tomay seriffhelyettes         | Balázsi Gyula          |
| Bert Remsen        | Woody Engstrom                | Galamb György          |
| Ken Foree          | Eddie Turner                  | Szalai Imre            |
| Khandi Alexander   | Maralena Turner               | Biró Anikó             |
| Marcus Brown       | E.G. Turner                   | Bartucz Attila         |
| Rondi Reed         | Chelsey nyomozó               |                        |
| Edward Stone       | Jordan nyomozó                |                        |
| Jason Ross-Azikiwe | Macher rendőrtiszt            |                        |
| Charlie Holliday   | Hines rendőrtiszt             |                        |